# Копенгагенская фондовая биржа
Копенгагенская фондовая биржа (дат. Københavns Fondsbørs) осуществляет торговлю различными финансовыми инструментами. На ней торгуются ценные бумаги (акции, облигации), денежные инструменты (казначейские векселя), фьючерсы и опционы на процентные ставки и индексы, а также заключаются сделки на индекс курса акций.
Биржа в Копенгагене была учреждена указом Кристиана IV в 1625 года и на протяжении 350 лет (до 1974 года) занимала элегантное здание со шпилем на острове Слотсхольмен. В 1996 году Копенгагенская фондовая биржа была преобразована в акционерное общество. В результате преобразования 60 % акций биржи оказалось во владении членов биржи и по 20 % — у эмитентов акций и облигаций, торгуемых на бирже.
Поскольку Копенгагенская фондовая биржа является универсальной, на ней торгуются фьючерсы и опционы. Среди них — фьючерсы и опционы на индекс KFX и фьючерсы и опционы на акции. Копенгагенская фондовая биржа является шестым/седьмым по величине рынком облигаций в Европе по объёму совершаемых сделок и рыночной стоимости торгуемых облигаций. Этот рынок характеризуется высокой ликвидностью благодаря наличию на нём государственных и ипотечных облигаций.
К концу 2000 года на Копенгагенской фондовой бирже прошли листинг акции 235 компаний (в их числе 10 иностранных), что, учитывая масштаб датской экономики, следует признать весьма успешным показателем.
Ключевой фондовый индекс — OMX Copenhagen 20, включающий в себя 20 наиболее ликвидных бумаг.